# Mark Brusse
Pour les articles homonymes, voir Brusse.
Mark Brusse est un peintre et sculpteur néerlandais né le 25 juillet 1937 à Alkmaar aux Pays-Bas. Il travaille et vit à Paris.

## Biographie
Après des études à l’École des Beaux Arts à Arnhem (1959), il part pour huit mois avec une bourse à Paris où il s’installe et réalise ses premiers assemblages en bois dans un dépôt du cimetière du Montparnasse.
Dès 1961, date de sa première exposition personnelle parisienne, à la Galerie du Haut-Pavé, installé définitivement à Paris, Mark Brusse conçoit la série des Clôtures, Soft Machines et Strange Fruits, assemblages d’objets en bois de récupération et divers métaux trouvés dans la rue, qui racontent l’histoire d’éléments rencontrés par hasard et rassemblés selon la fantaisie de l’artiste pour vivre ensemble une nouvelle vie. 
À cette époque, il fréquente les artistes du Nouveau réalisme réunis autour de Pierre Restany ainsi que ses amis Robert Filliou et Daniel Spoerri.
En 1967, il travaille à New York. 
En 1968, exposition  personnelle au Stedelijk Museum d’Amsterdam. 
Il renoue avec le groupe Fluxus connu pour son attachement au caractère événementiel et éphémère de l’œuvre, ce qui conduit Brusse à participer à plusieurs happenings et surtout à collaborer avec le musicien John Cage. 
Ces expériences artistiques lui donnent le goût de l’«Environnement», c’est-à-dire des installations adaptées à l’espace donné, (Occupation d’Espace, volumes en bois qui remplissent entièrement l’intérieur des salles, bloquant ainsi l’accès, Kunsthalle de Berne en 1968).
Après un séjour à Berlin au début des années 1970, Mark Brusse rentre à Paris et s’installe à La Ruche. Il crée des assemblages, petits ou grands, certains sur socle, d’autres suspendus, constitués de matériaux les plus divers : filament, nœud, corde qui servent de fil conducteur.
1975 Biennale de Venise et grande exposition au Musée d'art moderne de la ville de Paris.
1987 Période de travail de six mois en Corée du Sud pour une sculpture monumentale au parc Olympique.
1999 Symposium de sculpture en Corée du Sud à Puyo et au Portugal.
Outre les assemblages, la peinture a retrouvé une place importante dans les années récentes.
En 2008, il réalise l'estampe du portfolio créé par Cristel Éditeur d'Art pour le 5e Prix Jacques-Goddet (Trophée Carrefour), prix qui récompense chaque année le meilleur article de la presse francophone publié durant le Tour de France.

### Famille
Il est le frère du réalisateur Ytzen Brusse, de l'écrivain Jan Brusse, de l'acteur Kees Brusse et de l'écrivain Peter Brusse.

## Expositions

### Expositions personnelles
- Sometimes I Wonder, galerie Louis Carré, Paris, du 29 mars au 27 avril 2013
- La main et la mer», Centre Cristel éditeur d'art, Saint-Malo, du 11 juillet au 13 septembre 2014
- La Pose d'un Lapin, galerie Louis Carré, Paris, du 5 février au 12 mars 2016
- The Collages, Livingstone gallery, La Haye, Pays Bas, du 28 mai au 17 juillet 2017
- Les gardiens de 8 éléments, Espace artistique Le Centre, Bénin, novembre 2017
- Brusse Papers, galerie Luc Berthier, Paris, CDD
- Mark Brusse au Bénin, galerie Vallois, Paris, du 6 décembre 2018 au 5 janvier 2019

### Expositions collectives
- Amazones, Espace artistique Le Centre, Abomey-Calavi, du 9 décembre 2017 au 27 janvier 2018
- Résonance. De l'original au multiple, Centre Cristel éditeur d'art, Saint-Malo, du 30 janvier au 19 mars 2016[2]

## Publications
- Mark Brusse. Des tréfonds de la mer, portfolio tiré à 190 exemplaires rassemblant une estampe originale de Mark Brusse et un livret biographique de Christophe Penot numérotés et signés à la main par l’artiste et l'auteur, Cristel Editeur d'Art, 2014
- Jean-Luc Parant, Nous sommes tous des migrants, dessins de Mark Brusse, Strasbourg, Éditions L'Atelier contemporain, 2010
- Mark Brusse : réponse en question, La Seyne-sur-mer, Villa Tamaris centre d’art, 2008
- Le Stranger, Tinqueux, Centre de créations pour l’enfance, 2001